# Hawaiiand
Hawaiiand (Anas wyvilliana) är en utrotningshotad fågel i familjen änder inom ordningen andfåglar som förekommer i Hawaiiöarna.

## Utseende och läten
Hawaiianden är en liten mörkbrun simand med orange ben. Hanen förekommer i två varianter: dels färggladare med grönfläckig hjässa och nacke samt rödaktigt bröst, dels dovare och honliknande, det vill säga brunfläckig med rödare inslag på bröstet. Båda varianter har olivgrön näbb med ett mörkt märke. Vingspegeln är smaragdgrön till lilablå. Jämfört med gräsandshonan är hawaiianden mycket mindre och har gulbruna istället för vita yttre stjärtfjädrar. Hawaiiandens läte påminner om gräsandens kvackande, men mjukare och mer sällan använt.

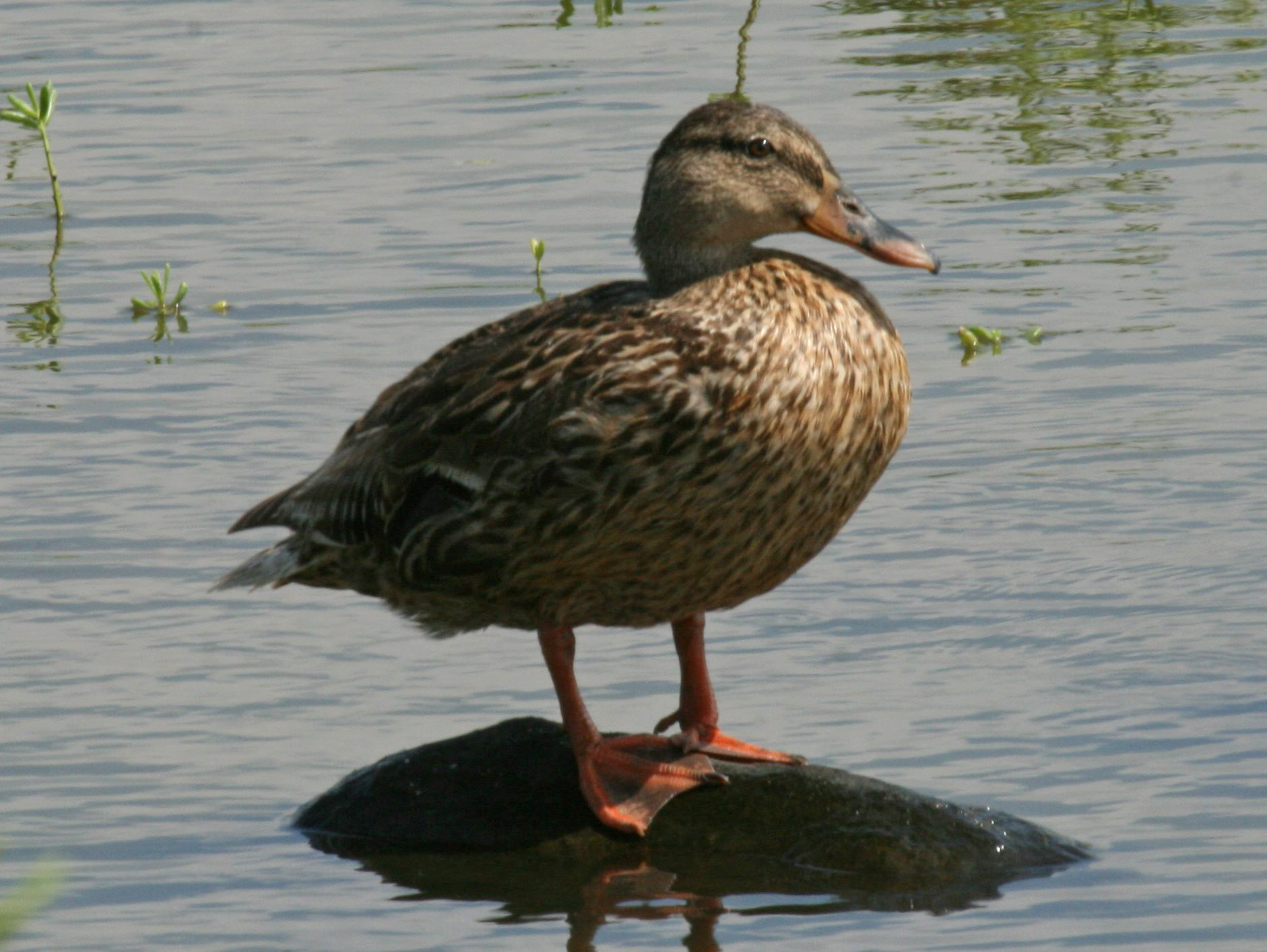
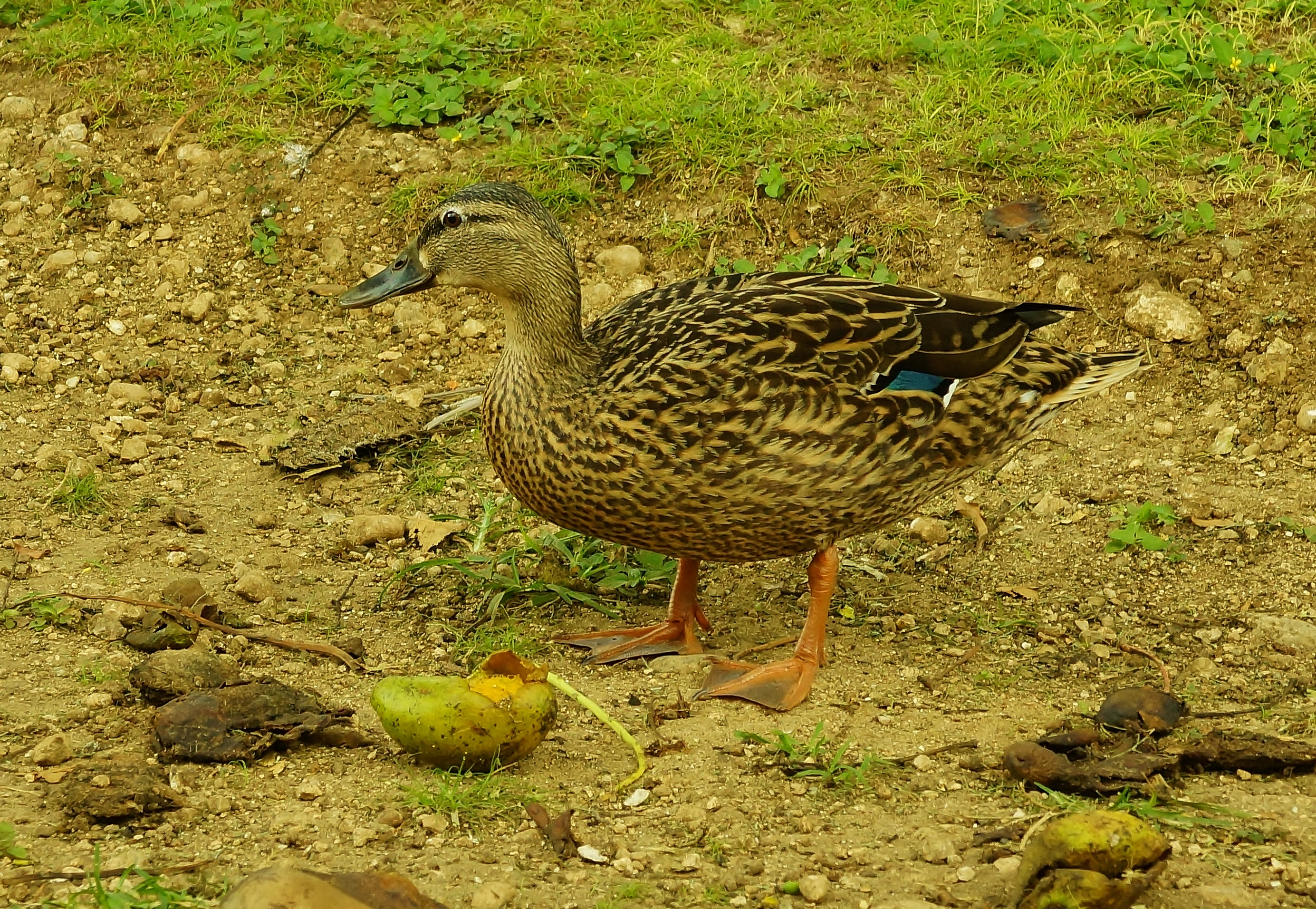
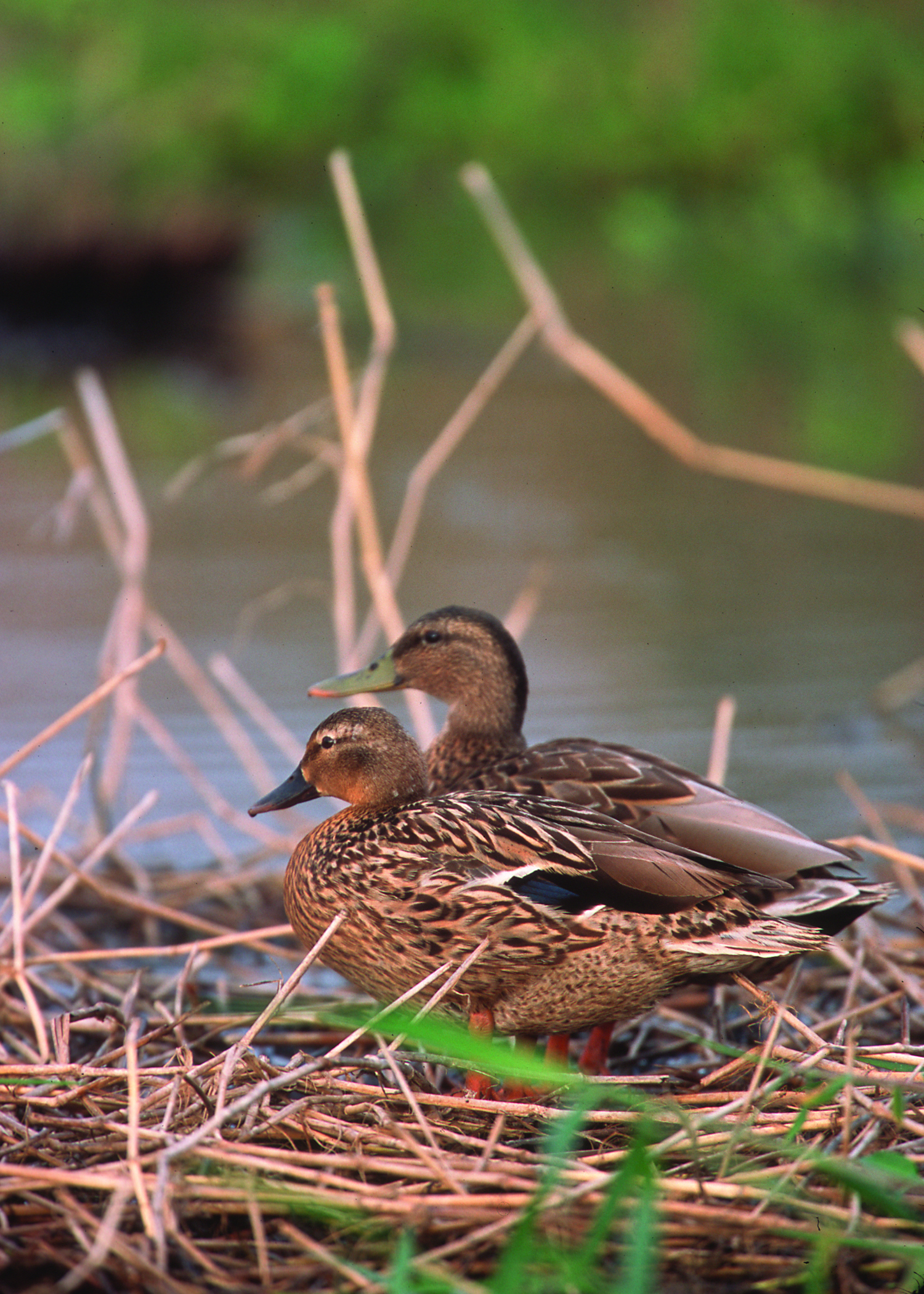
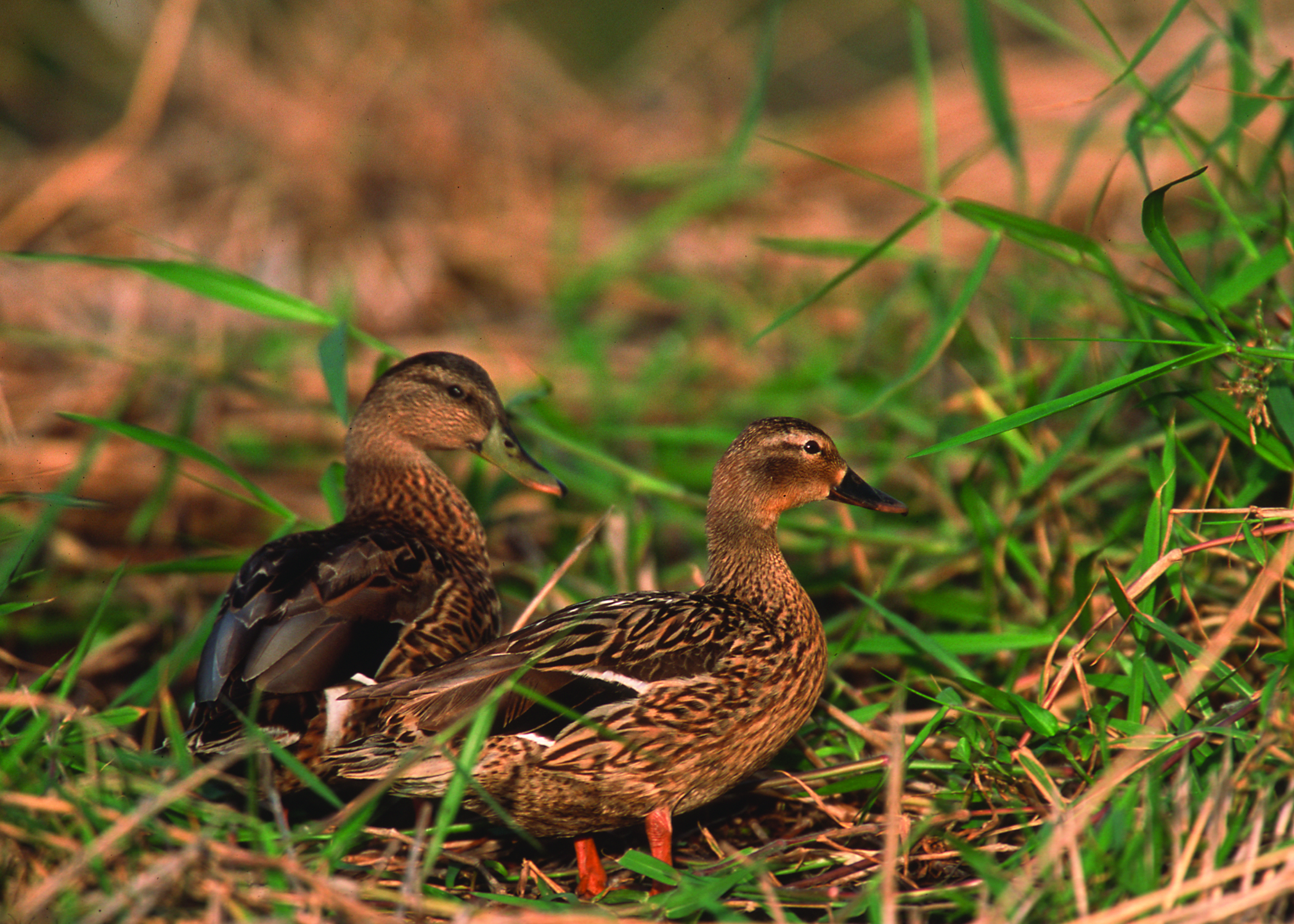

## Levnadssätt
Hawaiianden bebor våtmarker, sjöar, träsk, översvämmade gräsmarker, bergsåar och av människan skapade vattenmiljöer. Den häckar året runt, men mest mellan mars och juni. Hawaiianden är en opportunist och äter både invertebrater, frön och växtdelar. Den föredrar större våtmarker minst 600 meter från närmaste hus.

## Utbredning och status
Ursprungligen förekom arten på alla större öar i ögruppen Hawaiiöarna utom Lanai och Kahoolawe, men numera är den begränsad till öarna Kauai och Niihau. Orsaken till artens tillbakagång och försvinnande från övriga öarna var troligen en kombination av predationstrycket från införda predatorer, habitatförlust och jakt. Med hjälp av fåglar uppfödda i fångenskap har den återintroducerats till Oahu, Hawaii och Maui. Alla fåglar i de återintroducerade populationerna är dock inte rena hawaiiänder, utan många är hybrider mellan hawaiiand och gräsand. Internationella naturvårdsunionen IUCN kategoriserar arten som sårbar. Världspopulationen uppskattas till färre än 1000 vuxna individer.

## Systematik
Trots att arten hybridiserar med gräsand är de långt ifrån varandras närmaste släktingar. Genetiska studier visar snarare att hawaiianden tillhör en grupp Anas-änder där även laysanand (] laysanensis), filippinand (] luzonica) och stripand (] superciliosa) ingår.

## Namn
Fågelns vetenskapliga artnamn wyvilliana hedrar Sir Charles Wyville Thompson (1830-1882),engelsk naturforskare som ledde Challengerexpeditionen 1873-1876.